# Émile Témime
Émile Témime (* 2. Oktober 1926 in Bayonne; † 18. November 2008 in Marseille) war ein französischer Historiker und Autor. Der Schwerpunkt seiner Arbeit lag auf der Geschichte des Mittelmeerraums, speziell Spaniens und der Stadt Marseille, sowie auf Migrationsfragen. 
Témime war der Sohn eines jüdisch-kabylischen Vaters und einer baskischen Mutter, die aus einer der führenden jüdischen Familien der Stadt Bayonne stammte. Témime war ab 1968 Professor an der Université de Provence, später directeur d’études an der École des Hautes Études en Sciences Sociales (EHESS). Nach seiner Emeritierung (1986) begann er 1992 gemeinsam mit Pierre Milza die Herausgabe einer 25-bändigen Einwanderungsgeschichte Frankreichs unter dem Titel Français d’ailleurs, peuple d’ici („Franzosen von anderswo, Menschen von hier“), woran er noch bis kurz vor seinem Tod gearbeitet hat.

## Werke (Auswahl)
- La Révolution et la guerre d’Espagne (gemeinsam mit Pierre Broué). Minuit, Paris 1961. Deutsche Ausgabe: Revolution und Krieg in Spanien. Geschichte des spanischen Bürgerkrieges. Suhrkamp, Frankfurt am Main 1968
- Histoire de l’Espagne contemporaine (gemeinsam mit Albert Broder und Gérard Chastagnaret). Aubier, Paris 1979
- Voyages en Provence, Alpes, Côte d’Azur. Reihe Découvertes Gallimard (nº 309), Gallimard, 1997
- Histoire de Marseille: De la révolution à nos jours. Perrin, 1999
- France, terre d’immigration. Reihe Découvertes Gallimard (nº 380), Gallimard, 1999
- Les Hommes de Renault Billancourt. Autrement, 2004
- 1936, La Guerre d’Espagne commence. Complexe, 2006
- Le camp du Grand Arénas : Marseille, 1944–1966 (gemeinsam mit Nathalie Deguigné). Autrement, 2008
- Marseille transit : les passagers de Belsunce. Autrement, 2008
- Les camps sur la plage, un exil espagnol (gemeinsam mit Geneviève Dreyfus-Armand). Autrement, 2008